# Ranodinastijski period
Ranodinastijski period dolazi nakon protodinastijskog perioda Egipta i uključuje prvu i drugu egipatsku dinastiju. Trajao je od 2920.p.K. do 2575.p.K., ili početka Stare Države. Neki egiptolozi uključuju i treću egipatsku dinastiju u ranodinastijski period.
Drevni Egipćani su zabilježili Punt kao zemlju svog porijekla. Danas se smatra da je Punt današnja Eritreja ili Sudan. Smatrali su se "narodom dvaju zemalja", Gornjeg i Donjeg Egipta.
Prema Manethovim zapisima prvi faraon bio je Menes. No, najstariji zabilježeni vladar prve dinastije je Horus-Aha, a prvi vladar, za kojeg neki tvrde da je ujedinio Gornji i Donji Egipat, bio je Narmer (posljednji vladar protodinastijskog perioda. Narmer je poznat jer je njegovo ime zapisano na Narmerovoj ploči. Pogrebni običaji seljaka bili su isti kao u preddinastijskom razdoblju, no bogatiji su građani zahtijevali nešto više. Zbog toga su Egipćani počeli graditi mastabe.
Prije ujedinjenja Gornjeg i Donjeg Egipta, oko 3100.p.K., zemlja je bila podijeljena na autonomna sela. S prvim dinastijama vladari su postavili državnu administraciju i postavili kraljevske upravitelje.